# Il sentiero degli dei (romanzo)
Il sentiero degli dei  è un romanzo di Wu Ming 2, membro del collettivo di scrittori Wu Ming, pubblicato in Italia da Ediciclo editore nel 2010.
Il libro racconta il viaggio a piedi da Bologna a Firenze, percorso da Gerolamo (probabilmente l'alter-ego dell'autore che ha effettivamente percorso il sentiero), lungo la Via degli Dei, un percorso tracciato tra le due città (da piazza Maggiore a piazza della Signoria), attraverso l'Appennino.
Gerolamo è spinto ad intraprendere l'impresa, per lui assolutamente nuova, essendo digiuno di trekking ed escursioni più lunghe delle passeggiate coi figli, per vedere i territori e le zone interessate dal percorso della nuova linea ferroviaria ad alta velocità, che stava per essere inaugurata, e dalla variante di valico dell'autostrada del sole, allora in costruzione. Entrambe le opere erano state fortemente contestate da comitati locali, associazioni e gruppi di cittadini e Gerolamo vuole poter vedere i luoghi di cui ha sentito parlare.  
Inizialmente sarà accompagnato dall'amico Nico, esperto camminatore, che però si infortunerà ben presto, lasciandolo da solo a continuare il percorso (anche se al termine vi sarà un piccolo colpo di scena).
Il libro è strutturato in cinque parti fondamentali, che, in brevi capitoletti, raccontano le cinque giornate di cammino, con continue divagazioni, tra storia, cronaca e folklore, suggerite dai luoghi attraversati, dalle persone incontrate e dalle sensazioni suscitate dall'ambiente circostante su Gerolamo.
Le cinque giornate sono separate da quattro ‘'notturni'’, brevi  racconti, che riprendono uno dei temi  toccati durante la giornata.
Il libro è completato da una vera guida del sentiero e da una sostanziosa bibliografia per approfondire i temi affrontati.

## Edizioni
- Wu Ming 2, Il sentiero degli dei, Ediciclo, 2010, ISBN 978-88-8882-996-8.
- Wu Ming 2, Il sentiero degli dei, Ediciclo, 2015, ISBN 978-88-6549-147-8.
- Wu Ming 2, Il sentiero degli dei. Un racconto a piedi tra Bologna e Firenze[3], Feltrinelli, 2021, ISBN 978-88-0749-291-4.